# Christos Yiannopoulos
Christos Yiannopoulos (* 27. Dezember 1957 in Patras, Griechenland) ist ein deutsch-griechischer Drehbuchautor und Autor.

## Biographie
Christos Yiannopoulos zog als Sohn griechischer Gastarbeiter im Jahr 1964 nach Deutschland. Seit dem Jahr 1970 ist er Vollwaise. 1977 machte er sein Abitur. Danach studierte Yiannopoulos in Düsseldorf  Germanistik und Pädagogik. Mit 24 Jahren schrieb er mit Italienische Karriere sein erstes Drehbuch, das verfilmt wurde. Seit 1992 ist er hauptsächlich Drehbuchautor für das Fernsehen. Er lebt zurzeit in Düsseldorf.
Sein Film Mörderische Zwillinge war der erste Erotikthriller im deutschen Fernsehen.
Sein größter Erfolg war Der Venusmörder (1996), der bei seiner Erstausstrahlung auf RTL 7,86 Mio. Zuschauer erreichte. 
  Der Film Schräge Vögel war 1998 für den Adolf-Grimme-Preis nominiert.
Einige seiner Filme wurden im Ausland ausgestrahlt.
Neben Drehbüchern schreibt er auch Bücher für Kinder und Erwachsene. Zusammen mit Thomas Niermann schrieb er unter dem Pseudonym Thomas Christos die beiden Bände von Ein Dschinn für alle Fälle. Sein Kinderbuch Orbis Abenteuer wurde 2012 mit dem „Leipziger Lesekompass“ prämiert und von der Stiftung Lesen empfohlen. Einige seiner Bücher  sind auch im Ausland erschienen, so Orbis Abenteuer in Korea, Japan und Lettland, der Der Mindcracker in Spanien, Ziemlich beste Pfoten in Japan, den Niederlanden und Russland.
Gemeinsam mit Sebastian Büttner hat Yiannopoulos 2014 die App Dr. Liliput entwickelt, die vom Medienboard Berlin-Brandenburg gefördert wurde.
Sein Roman „1965, Der erste Fall für Thomas Engel“ war mehrere Wochen in der SPIEGEL-Bestsellerliste.
Auszüge seiner Kinderbücher sind auch in niederländischen und deutschen Schulbüchern abgedruckt.

## Filmographie

### Filme und Serien
- 1982: Italienische Karriere (WDR)
- 1989: BODO, eine ganz normale Familie (ZDF)
- 1993: Tisch und Bett (Serie, WDR)
- 1994–1995: Einsatz für Lohbeck (Serie, WDR)
- 1994: Gegen den Wind (Serie, WDR)
- 1994: Hotel Mama (ZDF)
- 1994: Blauvogel; dreizehnteilige Fernsehserie
- 1995: Felix – ein Freund fürs Leben (RTL)
- 1995: Blutige Spur (RTL)
- 1995: Mörderische Zwillinge (RTL)
- 1996: Der Venusmörder (RTL)
- 1996: Kurklinik Rosenau (Sat.1)
- 1997: Gigolo (RTL)
- 1997: Schräge Vögel (WDR)
- 1997: Hotel Mama 2 (ZDF)
- 1998: Die heilige Hure (RTL)
- 1998: Der Kuss des Killers (RTL)
- 1998: Tatort – Der zweite Mann
- 1999: Hotel Mama 3 (ZDF)
- 2000: Nesthocker – Familie zu verschenken (Serie, ZDF)
- 2001: Die heimlichen Blicke des Mörders (Sat.1)
- 2001: Schlaf mit meinem Mann (RTL)
- 2002: Hotel Animal (WDR)
- 2002: Das ABC des Lebens (ZDF)
- 2004: Tote leben länger (NDR)
- 2004: Tausche Kind gegen Karriere (ZDF)
- 2005: Eine Robbe zum Verlieben (ARD)
- 2006: Rick und Olli (Serie, ARD)
- 2007: M.E.T.R.O. – Ein Team auf Leben und Tod (Serie, ZDF)

### Serienideen
- 1993: Tisch und Bett (WWF)
- 2000: Nesthocker – Familie zu verschenken (ZDF)

## Bücher
- 2007: Ein Dschinn für alle Fälle (zusammen mit Thomas Niermann)
- 2007: Panik in New York
- 2008: Das Geheimnis der Pyramide
- 2008: Der Mindcracker
- 2009: Der Fall Asmodis
- 2009: Im Reich der Toten
- 2002: Held der Arbeit (zusammen mit Thomas Niermann)
- 2011: Feta  und Söhne, Ullstein, Berlin.
- 2011: Thomas Christos: Orbis Abenteuer, ein kleiner Roboter büxt aus. Fischer-Taschenbuch-Verlag, Frankfurt am Main, ISBN 978-3-596-85435-6.
- 2013: Thomas Christos: Sina Säbelzahn und das Dino-Ei. Fischer, Frankfurt am Main, ISBN 978-3-596-85589-6.
- 2014: Thomas Christos: Die Rosenkohlbande. dotbooks, München, ISBN 978-3-95520-106-7.
- 2014: Thomas Christos: Orbis Abenteuer, ein kleiner Roboter lässt es scheppern. Fischer, Frankfurt am Main, ISBN 978-3-596-85665-7
- 2015: Ziemlich beste Pfoten. - zwei Streuner finden heim. Lübbe, Köln, ISBN 978-3-404-60854-6
- 2016: Zerrissen, Eine Familienanwältin erzählt von Macht, Ohnmacht und (Un)gerechtigkeit (zusammen mit Doris Schröder). Lübbe, Köln, ISBN 978-3-7857-2578-8
- 2017: Thomas Christos: „Buddy Cool, vom Loser zum Verlierer“. Fabulus Verlag, ISBN 3-944788-50-8
- 2019: Thomas Christos: „1965 – Der erste Fall für Thomas Engel“. Blanvalet, ISBN 978-3-7645-0719-0
- 2021: Thomas Christos: „1966 – Ein neuer Fall für Thomas Engel“. Blanvalet, ISBN 978-3-7645-0737-4

## Anthologien mit Texten von Thomas Christos
- Monika Dietrich-Lüders, Ella und Max..., Schroedel, 2013, ISBN 978-3-507-47447-5
- TrabiTour, 3vwoDeutschbuch B, Noordhoff Uitgevers, 2020, ISBN 978-90-01-89138-1
- Bausteine, Lesebuch, Westermann, 2022, ISBN 978-3-14-137167-3

## Apps
- Dr. Liliput, 2014